# Alexandria (Kentucky)
Alexandria è una città degli Stati Uniti d'America, situata nello Stato del Kentucky, nella contea di Campbell, della quale è uno dei due capoluoghi insieme a Newport.